# Amphilophus xiloaensis
Amphilophus xiloaensis är en fiskart som beskrevs av Stauffer och Mckaye 2002. Amphilophus xiloaensis ingår i släktet Amphilophus och familjen Cichlidae. Inga underarter finns listade i Catalogue of Life.